# Lista de prêmios e indicações recebidos por The Lord of the Rings
The Lord of the Rings é uma trilogia cinematográfica épica e de aventura dirigida por Peter Jackson. Os três filmes - intitulados The Fellowship of the Ring, The Two Towers e The Return of the King - foram lançados em sequência entre dezembro de 2001 e 2003. A trilogia é baseada no romance épico homônimo, de J. R. R. Tolkien, e foi adaptado para o cinema por Jackson, Fran Walsh e Philippa Boyens. O enredo se passa no mundo fictício da Terra-média e narra a jornada de Frodo Bolseiro e da Sociedade do Anel na tentativa de destruir o Um Anel, forjado por Sauron. Um grande elenco foi contratado para os três filmes, incluindo Elijah Wood, Ian McKellen, Viggo Mortensen, Sean Astin, Orlando Bloom, Liv Tyler, John Rhys-Davies, Sean Bean, Billy Boyd, Dominic Monaghan, Andy Serkis, Cate Blanchett, Christopher Lee, Hugo Weaving, Ian Holm, John Noble, Bernard Hill, David Wenham, Miranda Otto, Karl Urban e Brad Dourif.
Cada um dos três filmes obtiveram enorme sucesso de crítica na estreia. A Toronto Film Critics Association galardiou a Jackson com uma "Citação Especial" por seu trabalho na trilogia, enquanto a Austin Film Critics Association selecionou toda a série cinematográfica como o terceiro "melhor filme da década". No total, os filmes venceram dezessete das trinta indicações recebidos ao Óscar, sendo que The Return of the King detém o recorde de maior número de indicações (11), juntamente com Titanic e Ben-Hur. The Return of the King, que encerra a trilogia, também é o único filme de fantasia a vencer o Óscar de Melhor Filme.
Além de vencer o Prémio SAG de Melhor Elenco em Cinema e o National Board of Review de Melhor Elenco, diversos atores da trilogia foram reconhecidos por seu desempenho individual, como McKellen (12 indicações), Serkis (10 indicações), Astin (9 indicações) e Mortensen (5 indicações). O compositor Howard Shore recebeu reconhecimento pela composição da trilha sonora, assim como venceu duas categorias do Óscar, duas indicações aos Prêmios BAFTA e venceu três categorias dos Prêmios Grammy. A série também foi elogiada através de várias categorias técnicas, especial as envolvidas com edição, mixagem de som e efeitos visuais. 

## Prêmios e indicações

### The Fellowship of the Ring

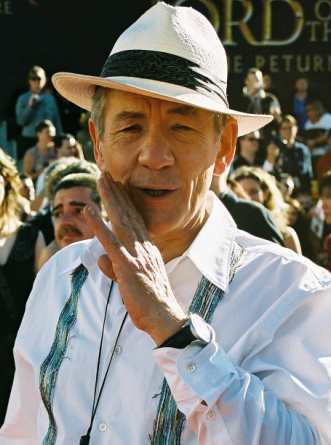
Ian McKellen recebeu sete indicações individuais por sua atuação como Gandalf, incluindo o Óscar de Melhor Ator Secundário.

The Lord of the Rings: The Fellowship of the Ring foi lançado mundialmente em 19 de dezembro de 2001. Com um orçamento de 93 milhões de dólares, o primeiro filme da trilogia arrecadou mais de 870 milhões em bilheterias. Assim como os demais filmes da franquia, The Fellowship of the Ring contou com um grande elenco fixo, incluindo Elijah Wood, Ian McKellen, Viggo Mortensen, Sean Astin, Orlando Bloom, Sean Bean, Andy Serkis, Christopher Lee, entre outros. O filme narra a jornada de Frodo Bolseiro (Wood) e a Sociedade do Anel para destruir o Um Anel e derrotar finalmente O Senhor das Trevas Sauron.
De acordo com o site Rotten Tomatoes, 91% dos críticos foram favoráveis ao filme. Lisa Schwarzbaum, colunista da Entertainment Weekly, descreveu o filme como "assustador - um grande e triunfante filme, uma produção felizmente concebida para o cinema que parece abraçar o clássico de Tolkien com amor e leveza, como um filme independente de uma ligação cega com o livro". Nev Pierce, da BBC, acrescentou: "Engraçado, assustador e totalmente envolvente, a adaptação de Peter Jackson de 'O Senhor dos Anéis', de J. R. R Tolkien, torna o volume menos provável do livro em uma poderosa produção de aventura."
The Fellowship of the Ring recebeu treze indicações ao Óscar, vencendo em quatro categorias. Também recebeu treze indicações ao Prêmio BAFTA, tendo vencido nas categorias: Melhor Filme, Melhor Direção e Melhores Efeitos Visuais. Outras premiações notáveis nas quais o filme foi premiado incluem American Film Institute, Broadcast Film Critics Association, Empire Awards, Globo de Ouro, MTV Movie Awards, Saturn Awards, entre outros. Vários associações de críticos, como a Chicago Film Critics Association, também premiaram a produção. No total, The Fellowship of the Ring recebeu 98 prêmios de 152 indicações. 
| Premiação                                  | Categoria                             | Vencedores e indicados                                                                                           | Resultado | Ref. |
| ------------------------------------------ | ------------------------------------- | --- | --------- | ---- |
| Amanda                                     | Melhor Filme Estrangeiro              | Melhor Filme Estrangeiro                                                                                         | Indicado  |      |
| BAFTA Film Award                           | Melhor Filme                          | Peter Jackson, Barrie Osborne, Fran Walsh e Tim Sanders                                                          | Venceu    |      |
| BAFTA Film Award                           | Melhor Direção                        | Peter Jackson | Venceu    |      |
| BAFTA Film Award                           | Melhor Roteiro Adaptado               | Philippa Boyens, Peter Jackson e Fran Walsh                                                                      | Indicado  |      |
| BAFTA Film Award                           | Melhor Ator Principal                 | Ian McKellen | Indicado  |      |
| BAFTA Film Award                           | Melhor Figurino                       | Ngila Dickson e Richard Taylor                                                                                   | Indicado  |      |
| BAFTA Film Award                           | Melhor Cinematografia                 | Andrew Lesnie | Indicado  |      |
| BAFTA Film Award                           | Melhor Banda Sonora                   | Howard Shore | Indicado  |      |
| BAFTA Film Award                           | Melhor Design de Produção             | Ngila Dickson e Richard Taylor                                                                                   | Indicado  |      |
| BAFTA Film Award                           | Melhor Edição                         | John Gilbert | Indicado  |      |
| BAFTA Film Award                           | Melhor Som                            | Christopher Boyes, Gethin Creagh, David Farmer, Mike Hopkins, Hammond Peek, Michael Semanick e Ethan Van der Ryn | Indicado  |      |
| BAFTA Film Award                           | Melhores Efeitos Especiais            | Randall William Cook, Alex Funke, Jim Rygiel, Mark Stetson e Richard Taylor                                      | Venceu    |      |
| Chicago Film Critics Association           | Melhor Filme                          | Melhor Filme | Indicado  |      |
| Chicago Film Critics Association           | Melhor Diretor                        | Peter Jackson | Indicado  |      |
| Chicago Film Critics Association           | Melhor Cinematografia                 | Andrew Lesnie | Venceu    |      |
| Chicago Film Critics Association           | Melhor Banda Sonora                   | Howard Shore | Venceu    |      |
| Dallas-Fort Worth Film Critics Association | Melhor Cinematografia                 | Andrew Lesnie | Venceu    |      |
| Empire Awards                              | Melhor Filme                          | Melhor Filme | Venceu    |      |
| Empire Awards                              | Melhor Diretor                        | Peter Jackson | Indicado  |      |
| Empire Awards                              | Melhor Ator                           | Viggo Mortensen                                                                                                  | Indicado  |      |
| Empire Awards                              | Melhor Ator                           | Elijah Wood | Venceu    |      |
| Empire Awards                              | Melhor Ator Britânico                 | Sean Bean | Indicado  |      |
| Empire Awards                              | Melhor Ator Britânico                 | Ian McKellen | Indicado  |      |
| Empire Awards                              | Melhor Estreia                        | Orlando Bloom | Venceu    |      |
| Empire Awards                              | Melhor Estreia                        | Billy Boyd e Dominic Monaghan                                                                                    | Indicado  |      |
| Florida Film Critics                       | Melhor Diretor                        | Peter Jackson | Venceu    |      |
| Florida Film Critics                       | Melhor Atriz Secundária               | Cate Blanchett                                                                                                   | Indicado  |      |
| Globo de Ouro                              | Melhor Filme - Drama                  | Melhor Filme - Drama                                                                                             | Indicado  |      |
| Globo de Ouro                              | Melhor Diretor                        | Peter Jackson | Indicado  |      |
| Globo de Ouro                              | Melhor Banda Sonora Original          | Howard Shore | Indicado  |      |
| Globo de Ouro                              | Melhor Canção Original                | "May It Be" - Enya                                                                                               | Indicado  |      |
| Grammy Award                               | Melhor Banda Sonora para Mídia Visual | John Kurlander e Howard Shore                                                                                    | Venceu    |      |
| Grammy Award                               | Melhor Canção para Mídia Visual       | Enya, Nicky Ryan e Roma Ryan                                                                                     | Indicado  |      |
| MTV Movie Awards                           | Melhor Filme                          | Melhor Filme | Venceu    |      |
| MTV Movie Awards                           | Melhor Sequência de Ação              | "Batalha da Tumba de Balin"                                                                                      | Indicado  |      |
| MTV Movie Awards                           | Melhor Revelação                      | Orlando Bloom | Venceu    |      |
| MTV Movie Awards                           | Melhor Luta                           | Christopher Lee vs. Ian McKellen                                                                                 | Indicado  |      |
| MTV Movie Awards                           | Melhor Performance Masculina          | Elijah Wood | Indicado  |      |
| MTV Movie Awards                           | Melhor Vilão                          | Christopher Lee como Saruman                                                                                     | Indicado  |      |
| Óscar                                      | Melhor Filme                          | Peter Jackson, Barrie Osborne e Fran Walsh                                                                       | Indicado  |      |
| Óscar                                      | Melhor Diretor                        | Peter Jackson | Indicado  |      |
| Óscar                                      | Melhor Roteiro Adaptado               | Fran Walsh, Philippa Boyens e Peter Jackson                                                                      | Indicado  |      |
| Óscar                                      | Melhor Ator Coadjuvante               | Ian McKellen | Indicado  |      |
| Óscar                                      | Melhor Direção de Arte                | Grant Major e Dan Hennah                                                                                         | Indicado  |      |
| Óscar                                      | Melhor Figurino                       | Ngila Dickson e Richard Taylor                                                                                   | Indicado  |      |
| Óscar                                      | Melhor Edição                         | John Gilbert | Indicado  |      |
| Óscar                                      | Melhor Maquiagem                      | Peter Owen e Richard Taylor                                                                                      | Venceu    |      |
| Óscar                                      | Melhor Banda Sonora Original          | Howard Shore | Venceu    |      |
| Óscar                                      | Melhor Canção Original                | Enya, Nicky Ryan e Roma Ryan                                                                                     | Indicado  |      |
| Óscar                                      | Melhor Mixagem de Som                 | Christopher Boyes, Michael Semanick, Gethin Creagh e Hammond Peek                                                | Indicado  |      |
| Óscar                                      | Melhores Efeitos Visuais              | Jim Rygiel, Randall William Cook, Richard Taylor e Mark Stetson                                                  | Venceu    |      |
| Óscar                                      | Melhor Cinematografia                 | Andrew Lesnie | Venceu    |      |

### The Two Towers

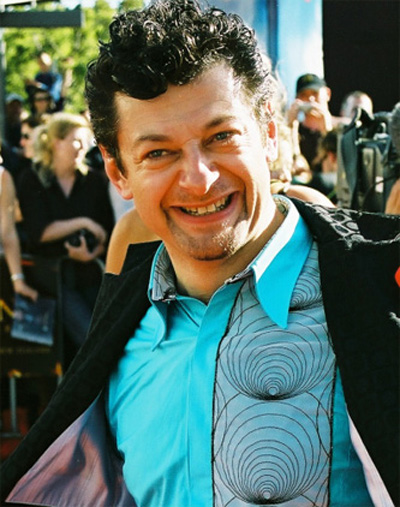
Andy Serkis recebeu três prêmios por sua performance como Gollum, incluindo um Saturn Award.

The Lord of the Rings: The Two Towers estreou mundialmente em 18 de dezembro de 2002. O segundo filme da série recebeu mais de 926 milhões em bilheterias com uma produção orçada em 94 milhões de dólares. O filme introduziu outros novos personagens, interpretados por Bernard Hill, Miranda Otto, Karl Urban, David Wenham e Brad Dourif.
The Two Towers recebeu críticas positivas; o site especializado Rotten Tomatoes divulgou que 96% das críticas ao filme foram positivas. O crítico da CNN, Paul Clinton, chamou The Two Towers de "triunfo total", e o escritor Philip French do The Guardian observou que "of filmes de Tolkien possuem peso e seriedade que poucos filmes de espada e feitiçaria dos últimos 30 anos teriam." Escrevendo para a Entertainment Weekly, Owen Gleiberman afirmou "The Two Towers conjura uma ilusão da gravidade que você quer de uma história épica e emotiva. Realmente, o que vêm à tona são cenas de batalha soberbamente encenadas e alianças morais forjadas para valer no purgo de inteligência e dinamismo, ego realçado que define a verdadeira personalidade das telas". O filme também foi elogiado em associações de críticos; Dallas-Fort Worth Film Critics o considerou como o terceiro melhor lançamento do ano, enquanto a Central Ohio Film Critics listou-o como o quinto melhor filme do ano. 
The Two Towers venceu duas das seis indicações ao Óscar e três das dez indicações ao Prêmio BAFTA. Assim como seu antecessor, o segundo filme também foi reconhecido com o American Film Institute Awards, Empire Awards, Globo de Ouro, MTV Movie Awards, Satellite Awards e Saturn Awards, entre outros. No total, o filme recebeu 136 prêmios de 222 indicações.
| Premiação                                  | Categoria                     | Vencedores e indicados                                                                                               | Resultado | Ref. |
| ------------------------------------------ | ----------------------------- | --- | --------- | ---- |
| Amanda Awards                              | Melhor Filme Estrangeiro      | Melhor Filme Estrangeiro                                                                                             | Indicado  |      |
| BAFTA Film Award                           | Melhor Filme                  | Peter Jackson, Barrie Osborne e Fran Walsh                                                                           | Indicado  |      |
| BAFTA Film Award                           | Melhor Direção                | Peter Jackson | Indicado  |      |
| BAFTA Film Award                           | Melhor Cinematografia         | Andrew Lesnie | Indicado  |      |
| BAFTA Film Award                           | Melhor Figurino               | Ngila Dickson e Richard Taylor                                                                                       | Venceu    |      |
| BAFTA Film Award                           | Melhor Edição                 | Michael Horton | Indicado  |      |
| BAFTA Film Award                           | Melhor Maquiagem              | Peter King, Peter Owen e Richard Taylor                                                                              | Indicado  |      |
| BAFTA Film Award                           | Melhor Produção               | Grant Major | Indicado  |      |
| BAFTA Film Award                           | Melhor Som                    | Christopher Boyes, David Farmer, Michael Hedges, Michael Hopkins, Hammond Peek, Michael Semanick e Ethan Van Der Ryn | Indicado  |      |
| BAFTA Film Award                           | Melhores Efeitos Visuais      | Randall William Cook, Alex Funke, Joe Letteri e Jim Rygiel                                                           | Venceu    |      |
| Chicago Film Critics Association           | Melhor Filme                  | Melhor Filme | Indicado  |      |
| Chicago Film Critics Association           | Melhor Diretor                | Peter Jackson | Indicado  |      |
| Chicago Film Critics Association           | Melhor Cinematografia         | Andrew Lesnie | Indicado  |      |
| Chicago Film Critics Association           | Melhor Banda Sonora           | Howard Shore | Indicado  |      |
| Dallas-Fort Worth Film Critics Association | Melhor Filme                  | Melhor Filme | Indicado  |      |
| Dallas-Fort Worth Film Critics Association | Melhor Diretor                | Peter Jackson | Venceu    |      |
| Empire Awards                              | Melhor Ator                   | Viggo Mortensen | Indicado  |      |
| Empire Awards                              | Melhor Ator Britânico         | Andy Serkis | Indicado  |      |
| Empire Awards                              | Melhor Ator Britânico         | Ian McKellen | Indicado  |      |
| Empire Awards                              | Melhor Atriz                  | Miranda Otto | Indicado  |      |
| Empire Awards                              | Melhor Diretor                | Peter Jackson | Indicado  |      |
| Empire Awards                              | Cena do Ano                   | "Conflito de Gollum"                                                                                                 | Indicado  |      |
| Empire Awards                              | Melhor Filme                  | Melhor Filme | Venceu    |      |
| Globo de Ouro                              | Melhor Filme - Drama          | Melhor Filme - Drama                                                                                                 | Indicado  |      |
| Globo de Ouro                              | Melhor Diretor                | Peter Jackson | Indicado  |      |
| Grammy Award                               | Melhor Álbum de Banda Sonora  | Peter Cobbin, John Kurlander e Howard Shore                                                                          | Venceu    |      |
| Hugo                                       | Melhor Apresentação Dramática | Melhor Apresentação Dramática                                                                                        | Venceu    |      |
| London Film Critics' Circle                | Diretor do Ano                | Peter Jackson | Indicado  |      |
| MTV Movie Awards                           | Melhor Filme                  | Melhor Filme | Venceu    |      |
| MTV Movie Awards                           | Melhor Sequência de Ação      | "A Batalha do Abismo de Helm"                                                                                        | Venceu    |      |
| MTV Movie Awards                           | Melhor Performance Virtual    | Gollum | Venceu    |      |
| MTV Movie Awards                           | Melhor Performance Masculina  | Viggo Mortensen | Indicado  |      |
| MTV Movie Awards                           | Melhor Dupla                  | Elijah Wood, Sean Astin e Gollum                                                                                     | Venceu    |      |
| Óscar                                      | Melhor Filme                  | Barrie M. Osborne, Fran Walsh e Peter Jackson                                                                        | Indicado  |      |
| Óscar                                      | Melhor Direção de Arte        | Grant Major, Dan Hennah e Alan Lee                                                                                   | Indicado  |      |
| Óscar                                      | Melhor Edição                 | Michael Horton | Indicado  |      |
| Óscar                                      | Melhor Mixagem de Som         | Christopher Boyes, Michael Semanick, Michael Hedges e Hammond Peek                                                   | Indicado  |      |
| Óscar                                      | Melhor Edição de Som          | Ethan Van der Ryn e Mike Hopkins                                                                                     | Venceu    |      |
| Óscar                                      | Melhores Efeitos Visuais      | Jim Rygiel, Joe Letteri, Randall William Cook e Alex Funke                                                           | Venceu    |      |
| People's Choice Awards                     | Filme Dramático Favorito      | Filme Dramático Favorito                                                                                             | Venceu    |      |